# HAMMER
Ne doit pas être confondu avec HAMMER (comics).
HAMMER est un système de fichiers 64-bit à haute disponibilité à répartition (clustering) développé par Matt Dillon pour DragonFly BSD en utilisant des arbres B.
Ses fonctionnalités incluent les clichés (snapshots), opérations multi-volume, et self-healing.